# اکستر (کالیفرنیا)
اکستر (به انگلیسی: Exeter) شهری در شهرستان تولار ایالت کالیفرنیا است که در سرشماری سال ۲۰۱۰ میلادی، ۱۰۳۳۴ نفر جمعیت داشته است.